# Lucius Gellius Publicola (consul en -36)
Pour les articles homonymes, voir Lucius Gellius Publicola.
Lucius Gellius Publicola est un homme politique de la fin de la République romaine, consul en 36 av. J.-C. Il est par ailleurs accusé à de multiples reprises de conspiration et de traîtrise selon les auteurs antiques, s'en sortant indemne à chaque fois.

## Famille
Il est le fils de Lucius Gellius Publicola, consul en 72 av. J.-C., et de Polla.
Il épouse Sempronia, une sœur de Lucius Sempronius Atratinus, consul en 34 av. J.-C., un fidèle d'Antoine qui le trahit peu avant Actium.

## Biographie
Il est accusé de commettre l'inceste avec sa belle-mère et de conspirer contre la vie de son père, mais bien que ce dernier soit presque convaincu de sa culpabilité, il l'autorise à plaider sa cause devant un grand nombre de sénateurs et, en conséquence de leurs avis, il est innocenté.
Après la mort de César en 44 av. J.-C., il embrasse la cause républicaine, soutenant Marcus Junius Brutus en Asie. Accusé d'avoir participé à un complot visant à attenter à la vie de Brutus, il est pardonné grâce à l'intervention de son futur demi-frère Marcus Valerius Messalla Corvinus. Peu après, il est accusé d'être membre d'une conspiration en vue d'assassiner Caius Cassius Longinus, mais il y réchappe une nouvelle fois, grâce à l'intervention de sa mère Polla,.
Gellius, cependant, trahit le camp républicain et se tourne vers les triumvirs Antoine et Octavien. Alors qu'il est à leur service, des monnaies sont frappées à son nom, où il apparaît avec le titre « QP », c'est-à-dire « Quaestor Propraetore » (questeur propréteur). Il est récompensé par les triumvirs en obtenant le consulat pour l'an 36 av. J.-C.
Dans la guerre entre Octavien et Antoine, il choisit ce dernier, et commande le flanc droit de la flotte de Marc Antoine lors de la bataille d'Actium. Il est peut-être mort durant cette bataille, étant donné que l'on ne fait plus mention de lui ensuite,.